# Музей-усадьба В. И. Сурикова
Музей-усадьба В. И. Сурикова — музей, расположенный в доме Василия Ивановича Сурикова.
Музей создан в 1948 году в честь 100-летия со дня рождения художника. Музей расположен на территории усадьбы Суриковых площадью 0,25 гектара в центре Красноярска (Ленина, 98). Выставочная площадь — 357 м², 1300 единиц хранения, из них 92 работы В. И. Сурикова.

## История музея
Дом построен в 1830-е годы из лиственницы. Усадьба была типичной для сибирской городской застройки XIX века. На территории усадьбы, обнесённой глухим заплотом, располагается двухэтажный дом с крыльцом со двора, баня по-чёрному, завозня (амбар и конюшня под одной крышей), флигель, построенный братом художника в 1900-е годы. Второй этаж дома сдавался в аренду. Дом незначительно перестраивался в 1895 году.
В этом доме 12 января (по старому стилю) 1848 года родился Василий Иванович Суриков. В 1854 году отца Василия Ивановича перевели на службу в село Сухой Бузим (ныне Сухобузимское) и семья выехала из Красноярска. После смерти отца — Ивана Васильевича — семья вернулась в Красноярск в 1859 году. 11 декабря 1868 года Василий Иванович уехал из Красноярска в Санкт-Петербург.
Впервые создать музей В. И. Сурикова предлагалось в 1920-е годы. Но в то время в доме жил младший брат художника — Александр Иванович. В бывшей завозне работала рисовальная школа. В 1926 году на доме была установлена мемориальная доска.
Александр Иванович Суриков умер в 1930 году. Часть мебели и некоторые вещи из дома Суриковых были переданы в Красноярский краеведческий музей.
Наследники подарили дом городу. В доме жила семья красноярского художника Дмитрия Иннокентьевича Каратанова, который был первым преподавателем рисовальной школы. Во флигеле создавались и работали различные общественные организации, например, Красноярское отделение Союза художников СССР.
Расселение дома Суриковых завершилось в конце 1940-х годов, и 5 июня 1948 года музей открылся. Первое название музея — Дом-музей В. И. Сурикова. В создании музея принимали участие дочери художника.
В первое десятилетие существования музея семья художника передала музею около 30 работ Сурикова («Е. А. Рачковская», «Гребец в красной рубахе», «Портрет Е. Пемовой» и другие). В 1950-е годы Красноярский краеведческий музей передал ранние акварели художника. В 1960-е годы внуки художника передали в музей работы: автопортрет Сурикова 1902 года, «Портрет хакаски» и акварель, изображающую юного брата художника.
В 1970-е годы были проведены реставрационные работы, дому вернули первоначальный облик. Изменилась экспозиция музея — экспонаты расположились в хронологическом порядке, на первом этаже восстановили домашний интерьер сибирского городского дома XIX века.

Панорама

В 1983 году музей получил статус Музея-усадьбы, были проведены первые Суриковские дни в честь 135-летия художника, внуки художника передали музею 17 работ. В 1988 году Михаил Петрович Кончаловский передал музею 10 работ Сурикова и личные вещи семьи.
В конце 2002 года на территории усадьбы был установлен памятник В. И. Сурикову (скульптор Юрий Злотя).
В 2023 году пройдет реставрация кровельного покрытия флигеля усадьбы 

## Выставки
- Передвижная выставка «Автопортрет в русском и советском искусстве» (Москва, Санкт-Петербург, Киев, 1976 год).
- Презентация альбома «Суриков и Сибирь» в отделении «Урал, Сибирь и Дальний Восток» (Красноярск, Академия художеств, 1995 год).
- Юбилейная выставка, посвященная 150-летию со дня рождения В. И. Сурикова (Государственная Третьяковская галерея, 1998 год).

## Галерея

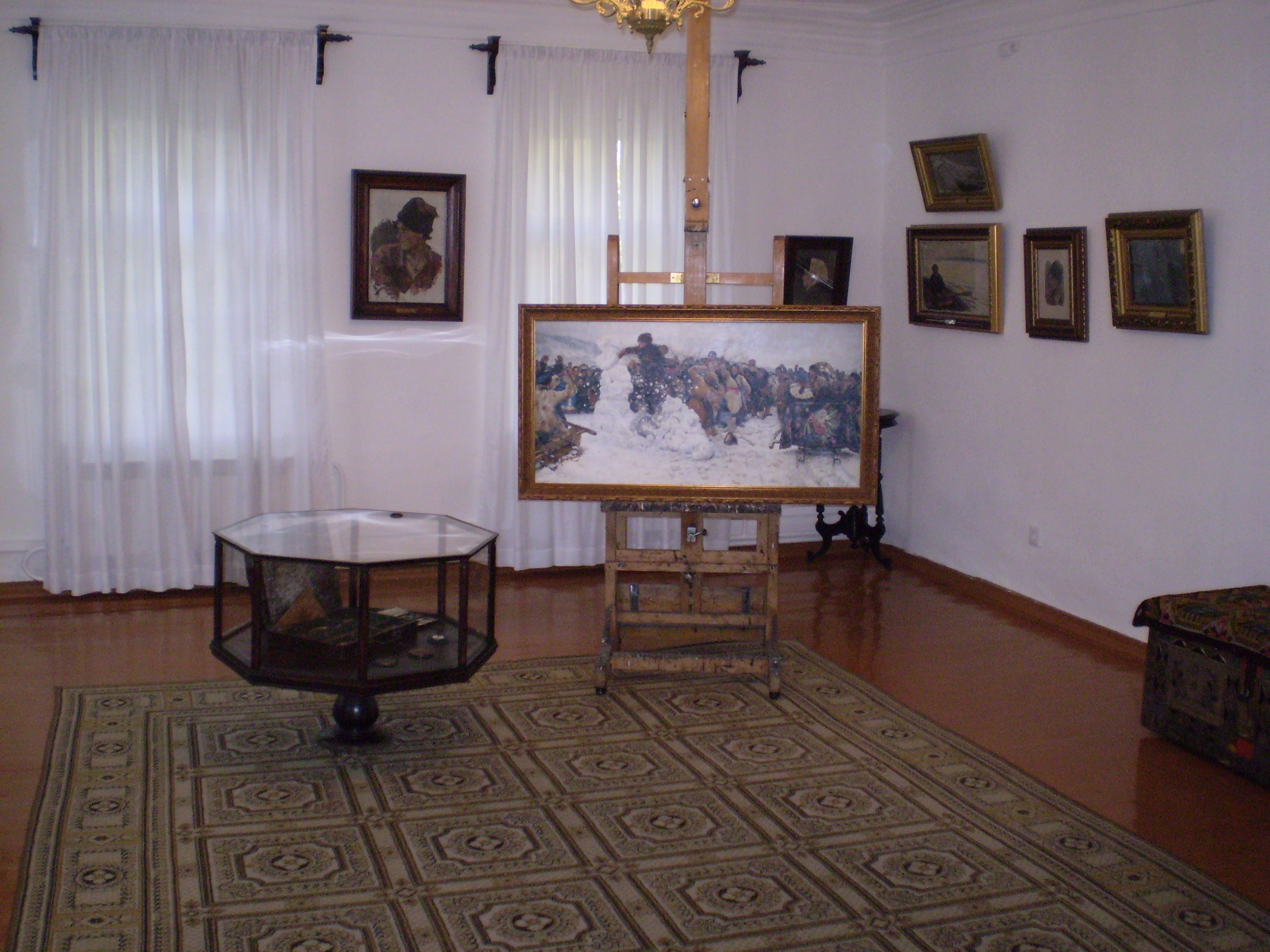
Мастерская Сурикова с мольбертом
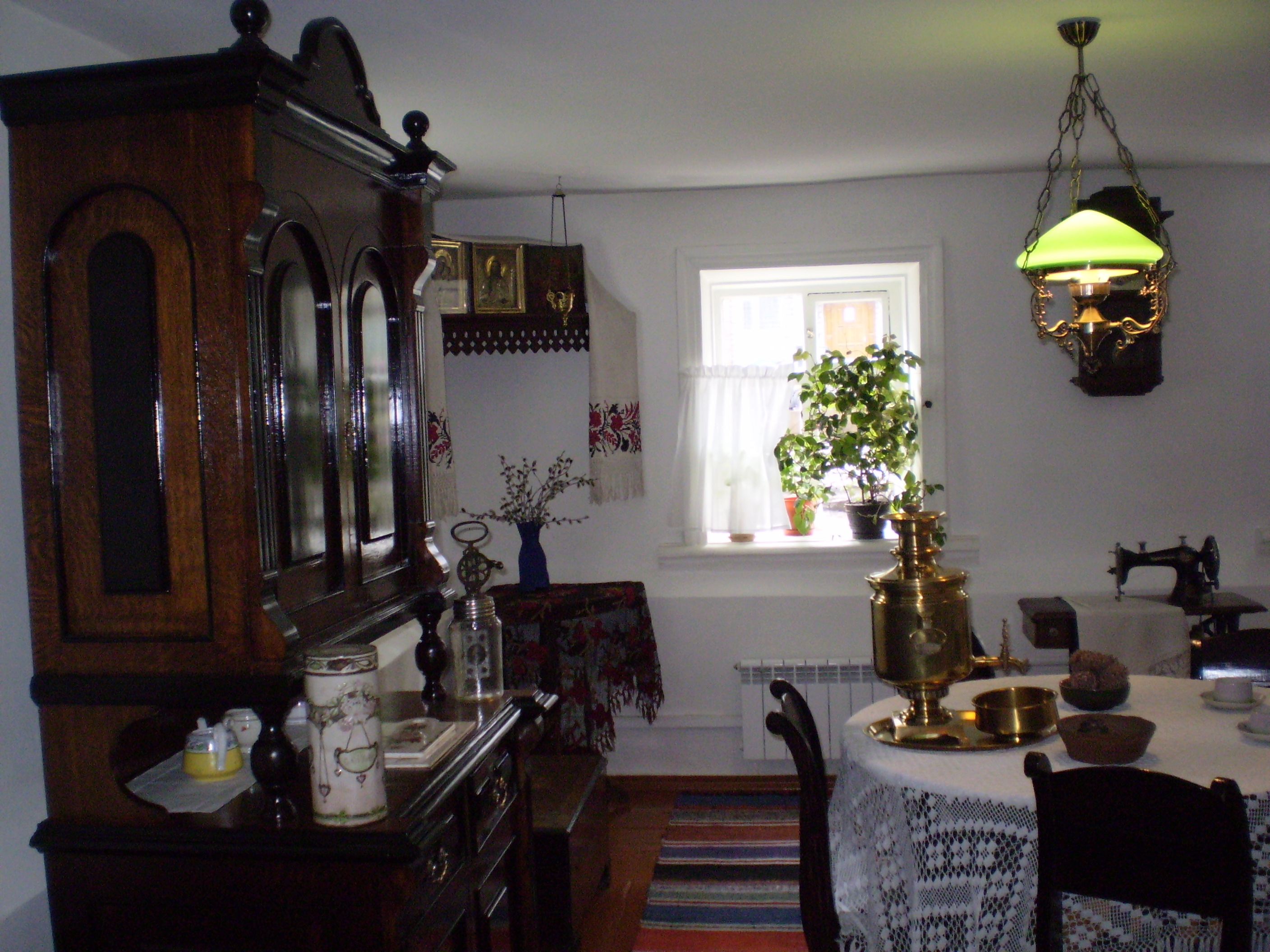
Интерьер усадьбы. Столовая
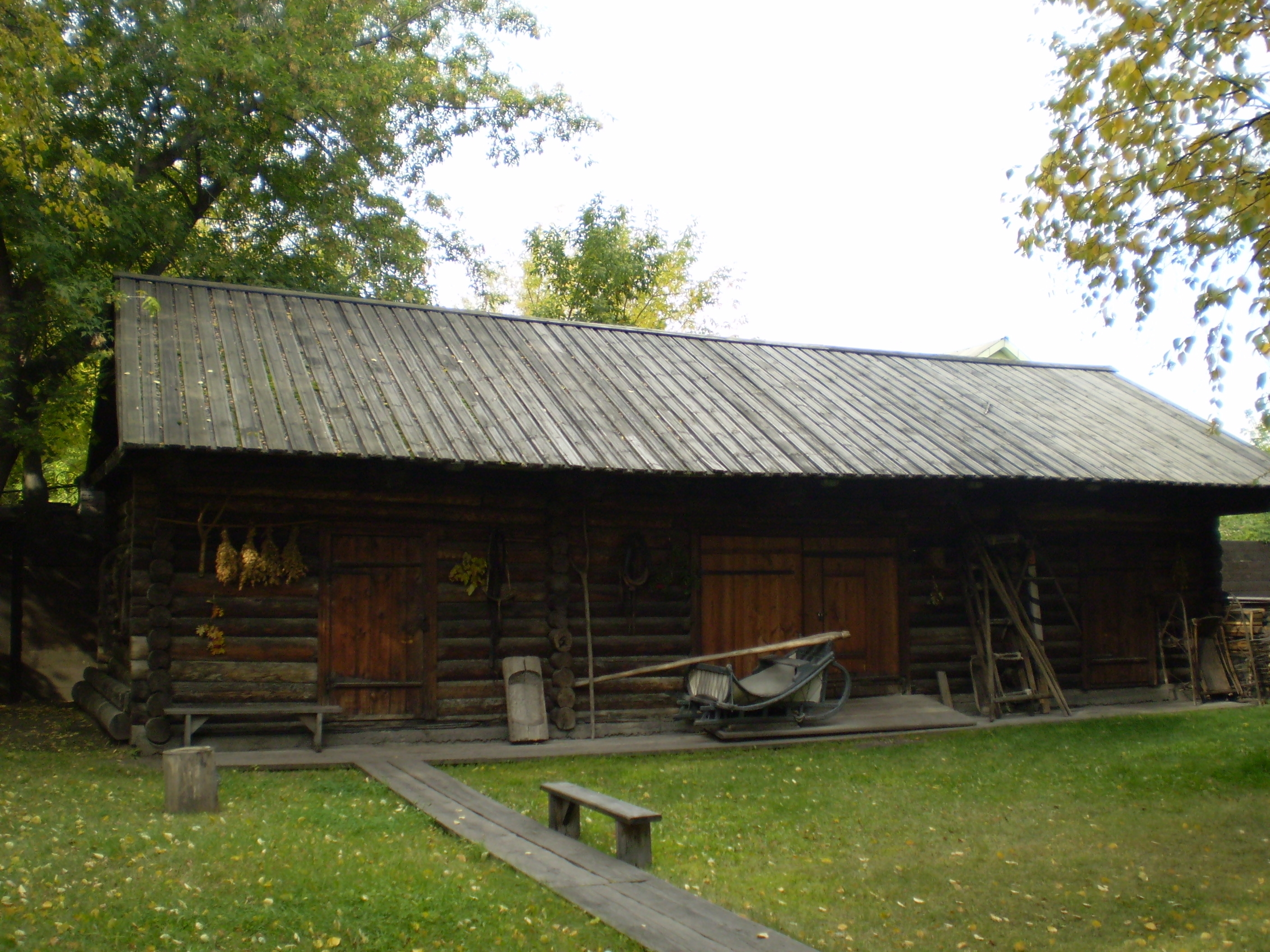
Завозня. С 1948 по 1958 год здесь располагалась рисовальная школа
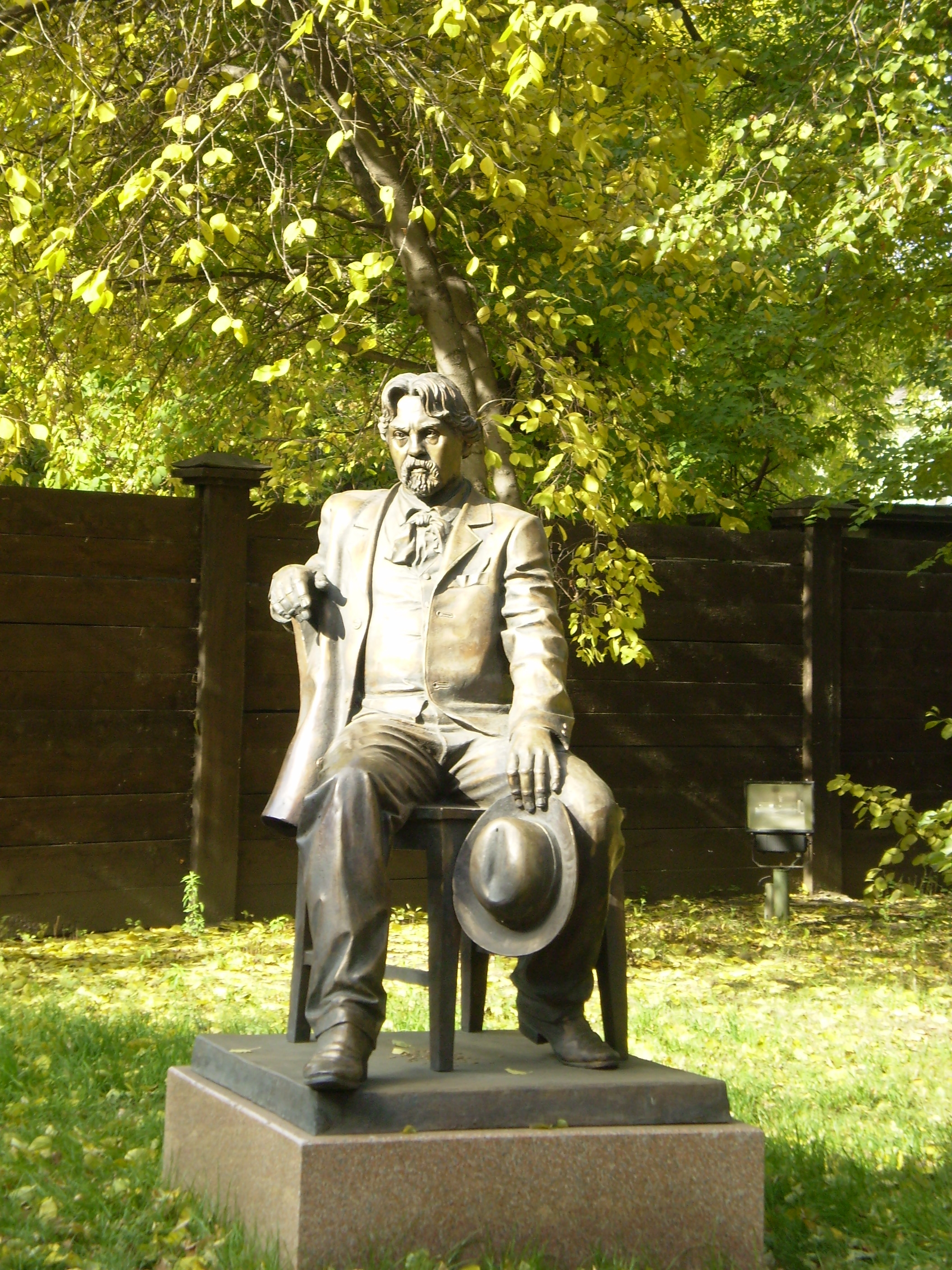
Памятник В. И. Сурикову на территории музея-усадьбы. Автор Ю. Злотя
Мемориальная плита у дома-музея В. И. Сурикова
Резная надпись на воротах дома-музея В. И. Сурикова
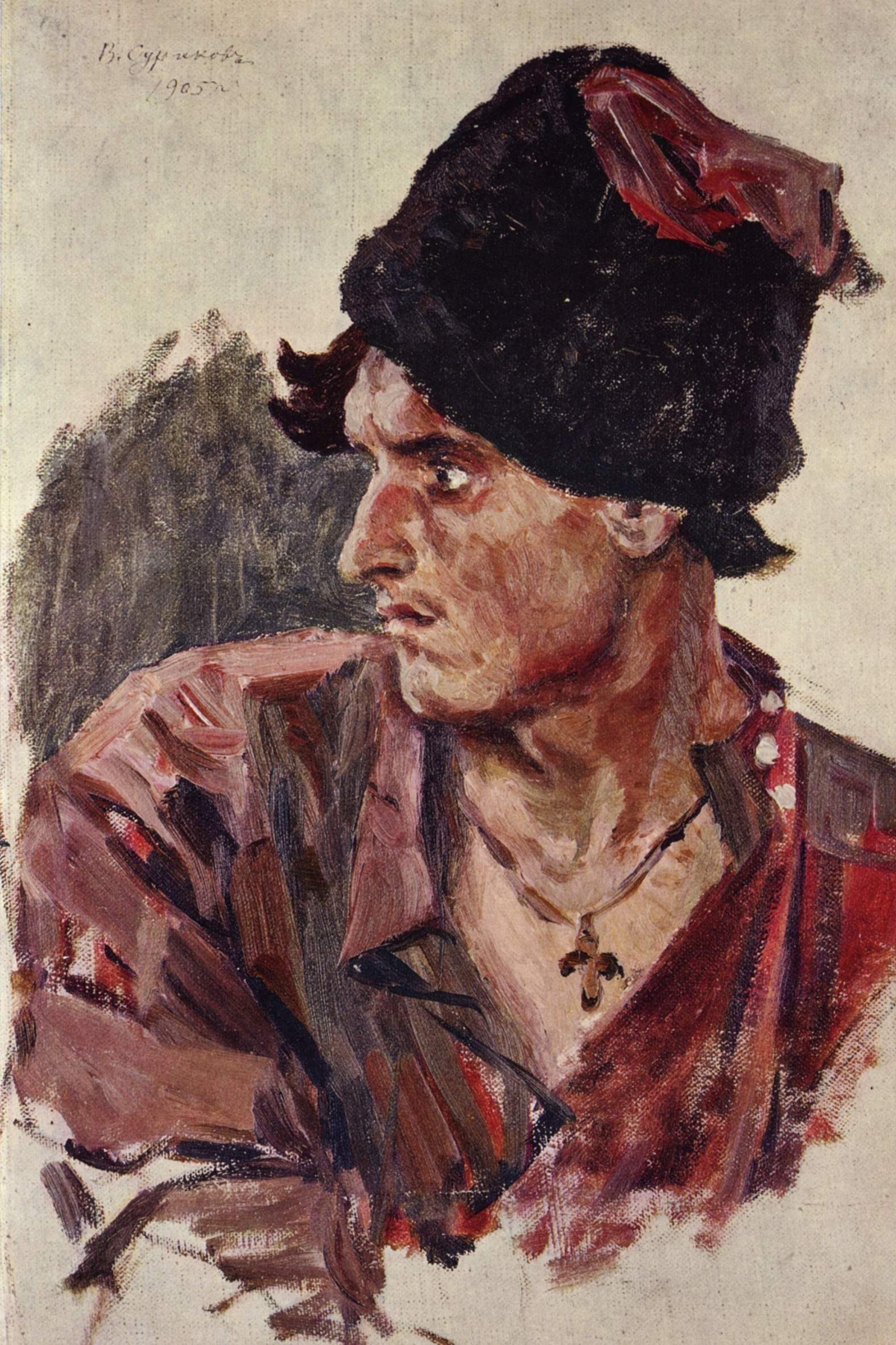
В. И. Суриков. «Голова гребца», 1900-е годы. Этюд к картине «Степан Разин» из собрания музея.
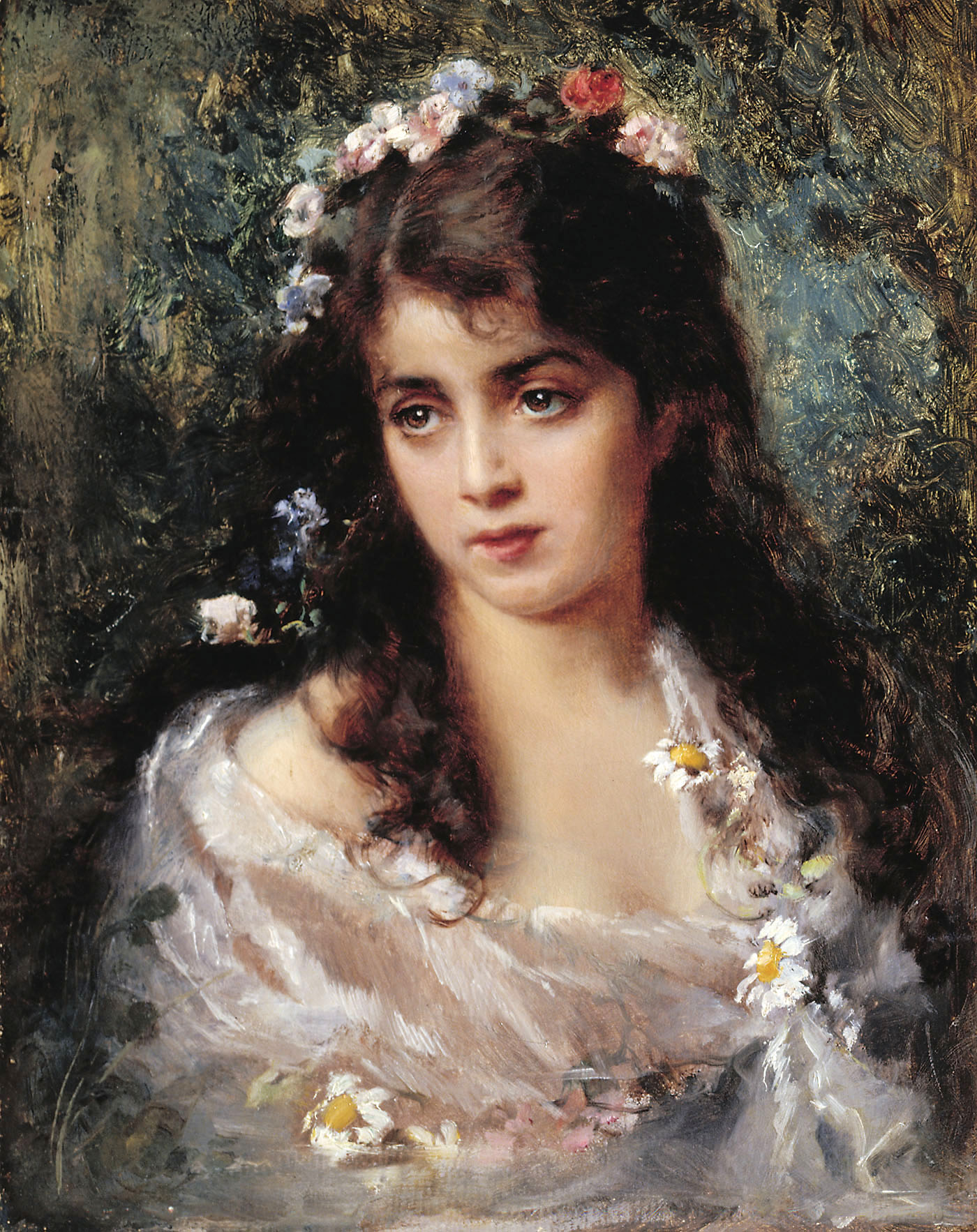
К. Е. Маковский. «Флора», вторая половина XIX в.